# Liste der Monuments historiques in Fleurey
Die Liste der Monuments historiques in Fleurey führt die Monuments historiques in der französischen Gemeinde Fleurey auf.

## Liste der Immobilien
| Bezeichnung    | Beschreibung                                           | Standort                    | Kennzeichnung | Schutzstatus | Datum | Bild           |
| -------------- | ------------------------------------------------------ | --------------------------- | ------------- | ------------ | ----- | -------------- |
| Maison Camboly | Bauernhof, Baujahr unbekannt, bezeichnet 1587 und 1616 | 18 rue des Fontaines (Lage) | PA00135331    | Inscrit      | 1995  | weitere Bilder |